# Langebaanweg
Langebaanweg è un centro abitato sudafricano situato nella municipalità distrettuale di West Coast nella provincia del Capo Occidentale. Ha qui sede una base dell'aviazione sudafricana.

## Geografia fisica
Il piccolo centro sorge a circa 115 chilometri a nord di Città del Capo.